# DTIME
En teoría de la complejidad computacional, la clase de complejidad DTIME(f(n)) (también llamada TIME(f(n))) es el conjunto de los problemas de decisión que pueden ser resueltos en una máquina de Turing determinista en tiempo O(f(n)), y espacio ilimitado.
La clase de complejidad P se puede definir a partir de DTIME como:
{\displaystyle {\mbox{P}}=\bigcup _{k\in \mathbb {N} }{\mbox{DTIME}}(n^{k})}
- Datos: Q1155831